# 박초월
박초월(朴初月, 본명: 박삼순, 본명 한자: 朴三順, 1917년 2월 20일~1983년 11월 26일)은 대한민국의 판소리 명창이며, 국가무형문화재(인간문화재)로 지정된 국악인이고, 판소리보존협회 이사장 등을 지냈다.

## 생애
본명은 박삼순(朴三順)이고 호는 미산(眉山)이며 전라남도 승주군 승주읍에서 출생하였고 지난날 한때 전라남도 승주군 순천면에서 잠시 유아기를 보낸 적이 있는 그녀는 그 후 전라북도 남원군 남원면에서 성장하였다. 1925년 판소리에 첫 입문하여 송만갑, 오수암, 이기권 등에게서부터 판소리를 배웠다. 여성국극동지사, 여성국극동호회에서 창극운동에 종사하였다. 그녀가 부른 《춘향가》가 무형문화재 제5호로 지정되었다. 그녀의 소리는 송만갑의 소리제에 맛있는 성음을 더한 것이다. 국립국극단 단원과 판소리 보존 연구회 부회장을 역임하였다. 1962년 초대 국악협회 이사장 및 판소리보존협회 이사장을 지냈다.

## 주요 경력
- 서울국악예술단 단장

## 학력
- 1923년 전북남원아영보통학교 1학년 1학기 전퇴 (전학)
- 1924년 전남순천보통학교 2학년 1학기 (중퇴)

## 같이 보기
- 임방울
- 박록주
- 김소희